# 小松 (浜松市)
小松（こまつ）は静岡県浜松市浜名区の大字。住居表示未実施。

## 地理
浜松市浜名区の東部に位置する。東で中条、西で内野、南で中央区西ケ崎町、北で平口と接する。

### 河川
- 馬込川

## 歴史

### 沿革
- 1889年（明治22年）4月1日 - 町村制の施行により、長上郡小松村が周辺の村と合併し、長上郡小野田村となる[WEB 7]。旧村名は小野田村の大字として残る。大字小松に村役場が置かれる[WEB 8]。
- 1896年（明治29年）4月1日 - 郡制の施行により、小野田村の所属郡が浜名郡に変更となる。
- 1908年（明治41年）1月1日 – 小野田村の一部と平貴村の一部が合併し、小野口村となる。
- 1951年（昭和26年）11月3日 – 小野口村が町制施行して浜名町となる。
- 1956年（昭和31年）4月1日 – 浜名町が周辺の村と合併して浜北町となる。
- 1963年（昭和38年）7月1日 – 浜北町が市制施行して浜北市となる。
- 2005年（平成17年）7月1日 – 浜北市外10市町村が浜松市に編入される。
- 2007年（平成19年）4月1日 - 浜松市が政令指定都市となる。小松は浜北区の一部となる。
- 2024年（令和6年）1月1日 - 浜松市の行政区再編により、小松は浜名区の一部となる。

## 施設
- 浜松市立小松幼稚園
- 社会福祉法人天竜厚生会 子育てセンターこまつ
- 浜松市立浜名小学校
- 浜松市立浜名中学校
- 静岡県警察
  - 浜北警察署
  - 浜北警察署小松交番
  - 西部運転免許センター
- 浜松市浜名協働センター
- 小松郵便局
- 医療法人社団明徳会 十全記念病院
- 医療法人社団竹内会 浜北病院
- 生産日本社 浜北工場
- 明治屋醤油 本社
- 杏林堂ドラッグストア小松店
- トスコショッピングパーク
- セブン-イレブン（浜北小松店、浜北小松東店、浜北小松北店）
- 臨済宗方広寺派 紹隆寺
- 臨済宗方広寺派 小松山 光正寺

## 交通

### 鉄道
- 遠州鉄道線：（新浜松 方面 - ）遠州小松（ - 西鹿島 方面）

### バス
- 遠鉄バス100浜北医大三方原聖隷線：（浜北駅 方面 - ）小松北 - 小松駅 - 小松南 - 西部免許センター（ - 三方原営業所・聖隷三方原病院 方面）
- 浜松市浜北コミュニティバス北浜麁玉線（循環・東コース）（浜松バスに委託、水・土曜のみ運行）：（浜北駅 方面 - ）トスコ - 小松駅入口（ - 浜北駅 方面）

### 道路
- 国道152号（飛龍街道）
- 静岡県道296号熊小松天竜川停車場線
- 静岡県道311号小松笠井線
- 静岡県道391号細江浜北線

## その他

### 学区
小学校・中学校の学区は以下の通りである。
| 町内会名                                                                                   | 小学校名           | 中学校名           |
| ------------------------------------------------------------------------------------------ | ------------------ | ------------------ |
| 小松八幡・法師軒・東町・小松本町・新田・栄町・西町・小松西向・沖・小松尾島・小松南1～3丁目 | 浜松市立浜名小学校 | 浜松市立浜名中学校 |
| 貴布祢第1・貴布祢第3                                                                       | 浜松市立伎倍小学校 | 浜松市立北浜中学校 |
| 沼                                                                                         | 浜松市立北浜小学校 | 浜松市立北浜中学校 |

### 警察
警察の管轄区域は以下の通りである。
| 番・番地等 | 警察署     | 交番・駐在所 |
| ---------- | ---------- | ------------ |
| 全域       | 浜北警察署 | 小松交番     |

### 消防
消防の管轄区域は以下の通りである。
| 番・番地等 | 消防署     | 本署/出張所 |
| ---------- | ---------- | ----------- |
| 全域       | 浜北消防署 | 本署        |

### WEB
1. ↑  “h02_22.csv”.   総務省 (2022年2月10日). 2024年10月18日閲覧。
2. ↑  “静岡県浜松市浜北区小松 (221360010)｜国勢調査町丁・字等別境界データセット”.   人文学オープンデータ共同利用センター. 2024年10月28日閲覧。
3. ↑  “静岡県 浜松市浜名区 小松の郵便番号 - 日本郵便”.   日本郵便. 2024年10月18日閲覧。
4. ↑  “市外局番の一覧”.   総務省 (2022年3月1日). 2024年10月18日閲覧。
5. ↑  “事業所案内及び管轄地域（事務所3件、分室3件）”.   一般社団法人静岡県自動車会議所. 2024年10月18日閲覧。
6. ↑  “住居表示実施状況／浜松市”.   浜松市 (2024年1月4日). 2024年10月18日閲覧。
7. ↑  “historyofcities.pdf”.   静岡県総務部合併推進室・財団法人静岡県市町村振興協会. 2024年10月18日閲覧。
8. ↑  “解説ページ”.   株式会社エア. 2024年10月18日閲覧。
9. ↑  “学校名から探す／浜松市”.   浜松市 (2024年1月1日). 2024年10月18日閲覧。
10. ↑  “小松交番｜静岡県警察”.   静岡県警察 (2024年1月1日). 2024年10月18日閲覧。
11. ↑  “消防署の町別管轄「こ」／浜松市”.   浜松市 (2020年3月25日). 2024年10月18日閲覧。